# Сапогов (Тернопольская область)
Сапогов (укр. Сапогів) — село в Борщёвской городской общине Чортковского района Тернопольской области Украины.
До 2020 года входило в Борщёвский район.
Код КОАТУУ — 6120887101. Население по переписи 2001 года составляло 876 человек.

## Географическое положение
Село Сапогов находится берегах реки Цыганка (в основном на левом берегу),
выше по течению на расстоянии в 3 км расположено село Волковцы,
ниже по течению на расстоянии в 1,5 км расположено село Кривче.
Рядом проходит автомобильная дорога Т-2002.

## История
- 1428 год — первое упоминание о селе.

## Экономика
- Завод минеральных вод.

## Объекты социальной сферы
- Школа I—II ст.
- Клуб.
- Фельдшерско-акушерский пункт.

## Достопримечательности
- Деревянная церковь XVIII века;